# Día Internacional del Personal de Paz de las Naciones Unidas
El Día Internacional del Personal de Paz de la ONU es una jornada que se celebra el 31 de mayo desde el 2003, establecida el 11 de diciembre de 2002 por la Asamblea General de las Naciones Unidas (AGNU).

## Proclamación
El Día Internacional del Personal de Paz de la ONU, también conocido como Cascos Azules o Peacekeepers en inglés, fue proclamado por la Asamblea General el 11 de diciembre de 2002, con el objetivo de rendir homenaje a los hombres y mujeres que participan en operaciones de mantenimiento de la paz.

## Celebración
Este día se celebra cada año el 29 de mayo. La elección del 29 de mayo como la fecha de conmemoración se debe a que en ese mismo día de 1948 comenzó la primera misión de mantenimiento de la paz de la ONU, la Organización de Supervisión de la Tregua de las Naciones Unidas (UNTSO, por sus siglas en inglés) en Palestina. La primera celebración tuvo lugar en el 2003 en ellas se incluyen ceremonias solemnes en las oficinas de la ONU, los Estados miembros y organizaciones no gubernamentales, además de eventos como competiciones deportivas y culturales, y seminarios sobre la paz, que fortalecen los lazos con las comunidades locales.

## Temas
- 2003: Primera vez del Día Internacional del Personal de Paz de la ONU[3]
- 2004-2006: Mensajes[4][5][6]
- 2007: La demanda de Cascos Azules alta en todo momento[7]
- 2008: Sesenta años de las Operaciones de Mantenimiento de la Paz de las Naciones Unidas[8]
- 2009: Mujeres manteniendo la paz: El poder de empoderar[9]
- 2010: En respuesta a la tragedia de Haití, el personal de paz de la ONU ha sido un ejemplo de dedicación y profesionalidad[10]
- 2011: Ley. Orden. Paz ― El mantenimiento de la paz de las Naciones Unidas trabaja para mejorar la ley en zonas sensibles en todo el mundo[11]
- 2012: El mantenimiento de la paz entraña la colaboración mundial[12]
- 2013: Las operaciones de mantenimiento de la paz se adaptan a los nuevos retos[13]
- 2014: Las operaciones de la ONU de mantenimiento de la paz: "una fuerza para la paz, el cambio y el futuro"[14]
- 2015: El 70 aniversario de la ONU y las fuerzas de mantenimiento de la paz: pasado, presente y futuro[15]
- 2016: Honrando a nuestros héroes[16]
- 2017: Invirtiendo en la paz del mundo[17]
- 2018: Los Cascos azules de la ONU: 70 años de servicio y sacrificio[18]
- 2019: Protegemos a los civiles, mantenemos la paz[19]
- 2020: Mujeres en procesos de paz: claves para la paz[20]
- 2022: Personas. Paz. Desarrollo. El poder de las alianzas[21]
- 2023: La paz empieza conmigo[22]
- 2024: Preparados para el futuro. Unidos construimos un futuro mejor[23]